# Charles Dickie
Pour les articles homonymes, voir Dickie.
Charles Herbert Dickie, né le 14 septembre 1859 à Beachville (en), Canada-Ouest et mort le 16 septembre 1947, est un homme politique canadien de la Colombie-Britannique. Il est député fédéral de la circonscription britanno-colombienne de Nanaimo de 1921 à 1935.
Il est député provincial de la indépendant de la circonscription britanno-colombienne de Cowichan de 1900 à 1903.

## Biographie
Né à Beachville, aujourd'hui South-West Oxford (en), dans le Canada-Ouest, Dickie étudie sur place et à Ann Arbor dans le Michigan.